# Caius Sulpicius Galba (consul en -5)
Pour les articles homonymes, voir Sulpicius Galba.
Caius Sulpicius Galba est un homme politique romain du Ier siècle av. J.-C.

## Biographie
Caius Sulpicius Galba descend de la puissante gens patricienne des Sulpicii Galbae, propriétaire d'entrepôts privés sur la rive du Tibre, au pied de l'Aventin (les Horrea Galbae (en)), qui font la fortune de la famille. Suétone le présente comme un orateur médiocre et le décrit de petite taille et bossu. Il accède au consulat suffect en 5 av. J.-C.
Caius Sulpicius Galba est surtout connu comme père de l'empereur Galba, qui règne entre juin 68 et le 15 janvier 69, durant une période troublée nommée l'année des quatre empereurs. Il épouse pour première femme Mummia Achaica, dont il a deux fils, Galba, le futur empereur, né le 24 décembre 3 av. J.-C., et un certain Caius, qui se suicidera sous Tibère. Sa seconde femme, fort riche selon Suétone, se nommait Livia Ocellina.